# Entrada (meteorología)

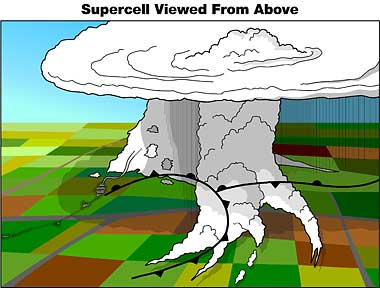
Imagen de tormenta supercélular que muestra bandas de entrada de cúmulos

El flujo de entrada es el flujo de un fluido hacia una gran colección de ese fluido. Dentro de la meteorología, la afluencia normalmente se refiere a la afluencia de calor y humedad del aire dentro de la atmósfera de la Tierra hacia los sistemas de tormentas. Los ciclones extratropicales se alimentan de flujos de entrada concentrados a lo largo de sus frentes fríos y cálidos. Los ciclones tropicales requieren una gran afluencia de calor y humedad de los océanos cálidos para poder desarrollarse significativamente, principalmente dentro del kilómetro más bajo (0,62 millas) de la atmósfera. Una vez que se corta el flujo de aire cálido y húmedo de las tormentas eléctricas y sus tornados asociados, normalmente por la propia tormenta enfriada por el límite de salida de la lluvia, las tormentas comienzan a disiparse. Los chorros de entrada traseros detrás de las líneas de turbonada actúan para erosionar el amplio escudo contra la lluvia detrás de la línea de turbonada y aceleran su movimiento hacia adelante.